# San Francisco Oxtotilpan
San Francisco Oxtotilpan es una población del municipio de Temascaltepec, cuenta con 1,435 habitantes, es una comunidad indígena donde viven los últimos hablantes del idioma matlatzinca, se ubica al noreste del municipio. Es una localidad que se ubica sobre las faldas del Nevado de Toluca, a una altitud de 2634 m s. n. m.

## Idiomas
San Francisco Oxtotilpan es la única localidad donde sobrevive el idioma matlatzinca, se estima alrededor de 700 personas del pueblo hablan la lengua, de los cuales solo personas adultas mayores siguen hablando con fluidez este idioma indígena.

### Celebraciones
Las más importantes son:
- Semana Santa (marzo - abril)
- Feria patronal de San Francisco de Asís (4 de octubre)